# Master and Servant
«Master and Servant» (в переводе с англ. — «Хозяин и слуга») — песня британской группы Depeche Mode, второй сингл четвёртого студийного альбома Some Great Reward, одиннадцатый в дискографии группы. Вышел 20 августа 1984 года. Несмотря на споры вокруг песни, ей удалось достичь девятой строчки в UK Singles Chart. Песня также достигла 49-й строчки в American dance chart и 87-й в Billboard Hot 100.

## О песне
Версия «Slavery Whip Mix» была самой длинной версией песни Depeche Mode, изданной на 12". «Voxless» — это инструментальный микс песни. Сторону «Б» занимает песня «(Set Me Free) Remotivate Me», которая на релизе 12" представлена более длинной версией — «Release Mix».
Некоторые версии сингла содержат песню «Are People People?», в которой были использованы семплы из песни «People Are People». «Are People People?» и «Master and Servant (An ON-USound Science Fiction Dance Hall Classic)» появились на сборнике 2004 года Remixes 81–04. Эти ремиксы были сделаны Эдрианом Шервудом.
Процесс производства и сведения «Master and Servant» запомнился Алану Уайлдеру, Дэниелу Миллеру и Гарету Джонсу как самый продолжительный из числа тех, что группе удавалось перенести. Известна история о сведении песни, продолжавшемся в течение семи дней, когда после всех переделок и окончательного мастеринга было обнаружено, что они забыли приглушить канал малого барабана после последнего припева.
Видеоклип на «Master and Servant» был снят режиссёром Клайвом Ричардсоном.
Некоторые из звуков, встречающихся в «Master and Servant», такие как звуки удара плетью, основаны на шипящих и «плюющих» звуках, которые Дэниел Миллер специально издавал в студии. По словам членов группы, сначала они пытались использовать для записи настоящую плеть, но у них ничего не получилось.
Тема стихов песни, откровенно сексуальная и БДСМ-ориентированная, вкупе со звуковыми эффектами плётки и цепей, стала причиной запрета песни на многих радиостанциях в США. Хотя песня и проникла в Billboard Hot 100, она заняла там лишь 87-ю строчку, и пребывала в чарте всего три недели. Также песня была едва не запрещена на BBC. Этого не случилось отчасти потому, что когда проходило голосование по этому поводу, один из сторонников запрета песни отсутствовал на нём, находясь в отпуске.
Инструментальная часть песни использовалась группой во время тура в поддержку альбома Some Great Reward, проходившего в 1984—1985 годах.

## Списки композиций
Слова и музыка всех песен — написаны Мартином Гором.
| №  | Название             | Длительность |
| -- | -------------------- | ------------ |
| 1. | «Master and Servant» | 3:45         |

| №  | Название                      | Длительность |
| -- | ----------------------------- | ------------ |
| 1. | «(Set Me Free) Remotivate Me» | 4:12         |

| №  | Название                                    | Длительность |
| -- | ------------------------------------------- | ------------ |
| 1. | «Master and Servant» (Slavery Whip Mix)     | 9:38         |
| 2. | «(Set Me Free) Remotivate Me» (Release Mix) | 8:49         |
| 3. | «Master and Servant» (Voxless)              | 4:00         |

| №  | Название                                                               | Длительность |
| -- | ---------------------------------------------------------------------- | ------------ |
| 1. | «Master and Servant» (An ON-USound Science Fiction Dance Hall Classic) | 4:33         |
| 2. | «Are People People?»                                                   | 4:28         |
| 3. | «(Set Me Free) Remotivate Me»                                          | 4:13         |

| №  | Название                                    | Длительность |
| -- | ------------------------------------------- | ------------ |
| 1. | «Master and Servant»                        | 3:45         |
| 2. | «(Set Me Free) Remotivate Me»               | 4:22         |
| 3. | «Master and Servant» (Slavery Whip Mix)     | 9:38         |
| 4. | «(Set Me Free) Remotivate Me» (Release Mix) | 8:48         |
| 5. | «Master and Servant» (Voxless)              | 4:00         |

| №  | Название                      | Длительность |
| -- | ----------------------------- | ------------ |
| 1. | «Master and Servant» (edit)   | 3:27         |
| 2. | «(Set Me Free) Remotivate Me» | 4:13         |

| №  | Название                                     | Длительность |
| -- | -------------------------------------------- | ------------ |
| 1. | «Master and Servant» (US Black and Blue Mix) | 8:02         |
| 2. | «(Set Me Free) Remotivate Me» (US 12" Mix)   | 7:59         |
| 3. | «Are People People?»                         | 4:29         |

## Чарты
| Чарт (1984—1985)                       | Позиция |
| -------------------------------------- | ------- |
| Австралия (Kent Music Report)          | 89      |
| Бельгия/Фландрия (Ultratop 50)         | 6       |
| Бельгия/Фландрия (VRT Top 30 Flanders) | 6       |
| Великобритания (OCC UK Singles)        | 9       |
| ФРГ (GfK)                              | 2       |
| Ирландия (IRMA)                        | 6       |
| Италия (FIMI)                          | 33      |
| Нидерланды (Single Top 100)            | 41      |
| Польша (Polish Singles Chart)          | 6       |
| США (Billboard Hot 100)                | 87      |
| США (Billboard Hot Dance Club Play)    | 49      |
| Франция (SNEP)                         | 34      |
| Швеция (Sverigetopplistan)             | 7       |
| Швейцария (Schweizer Hitparade)        | 8       |